# Gérard Defois
Gérard Denis Auguste Defois (ur. 5 stycznia 1931 w Nueil-sur-Layon) – francuski duchowny rzymskokatolicki, w latach 1998–2008 biskup Lille.

## Życiorys
Święcenia kapłańskie przyjął 11 października 1956. 26 lipca 1990 został mianowany koadiutorem arcybiskupa Sens. Sakrę biskupią otrzymał 6 października 1990. 21 grudnia 1990 objął urząd ordynariusza, a 4 września 1995 stał się arcybiskupem Reims. 2 lipca 1998 został mianowany biskupem Lille zachowując personalny tytuł arcybiskupi. 1 lutego 2008 przeszedł na emeryturę.